# Anne Franszoon Jongstra
Anne Franszoon Jongstra (Bakhuizen, 12 april 1808 - Nijehaske, 4 augustus 1871) was een Nederlands politicus en Thorbeckiaans Tweede Kamerlid.
Jongstra was een Friese katholieke medestander van Thorbecke. Hij was advocaat in Heerenveen en redacteur van het liberale dagblad 'de Provinciale Friesche Courant'. Hij bepleitte als Kamerlid de invoering van juryrechtspraak. Hij verloor zijn zetel na de Aprilbeweging en zag nadien pogingen om terug te keren in de Kamer mislukken.

## Tweede Kamer
| Periode                   |
| ------------------------- |
| 07-10-1850 t/m 25-04-1853 |